# TVN24 BiŚ
 (avril 2019).
TVN24 BiŚ (autrefois: TVN24 Biznes i Świat) est une chaîne polonaise d'informations du groupe TVN. La chaîne a été lancée le 1er janvier 2014 et remplace la chaîne TVN CNBC.